# 日本船主協会
一般社団法人日本船主協会（にほんせんしゅきょうかい、英: The Japanese Shipowners' Association、略: JSA）は、1947年6月に設立された100総トン以上の船舶の所有者、賃借人ならびに運航業者で日本国籍を有する者を会員とする業界団体。2020年6月1日現在127社で構成されており、公共の福祉のために海運業に関する諸般の調査および研究を行い、海運業の公正かつ自由な事業活動を促進し、日本海運の健全な発展に資することを目的とする団体である。

## 協会の主な事業
1. 海運業に関する諸般の調査、研究および広報
2. 海運業に関する統計の作成ならびに資料および情報の収集
3. 海運業に関し政府、議会、その他に対する意見の開陳
4. 会員相互の親睦および意見の交換

## 協会の主な沿革
- 1892年 日本船主協会（旧）の前身である日本海運業業同盟会が発足。
- 1920年 日本船主同盟会を社団法人日本船主協会（旧）に改組、全国的な単一船主協会となる。
- 1940年 海運統制令公布、日本船主協会は組合組織の日本海運協会に改組される。
- 1947年 6月 日本海運協会が解散し、新たに日本船主協会（現）を設立。
- 2007年 6月 創立60周年。